# Crinia deserticola
A Crinia deserticola a kétéltűek (Amphibia) osztályának békák (Anura) rendjébe, a Myobatrachidae családba, azon belül a Crinia nembe tartozó faj.

## Előfordulása
Ausztrália endemikus faja. Ausztrália száraz középső területein honos az Északi terület nyugati határának középső részétől délkelet felé Queensland és Új-Dél-Wales államig, valamint Dél-Ausztrália északkeleti csücskéig. Elterjedési területének mérete 972 400 km².

## Nevének eredete
A faj nevét az élőhelyére utalva a latin sivatag és lakó szavakból alkották.

## Megjelenése
Kis termetű békafaj, testhossza elérheti a 20 mm-t. Háta szürke, barna, olajzöld vagy vöröses színű, sötétebb foltokkal vagy hosszanti csíkokkal. A hasa fehér, a hímek torka szürke. Pupillája csaknem kerek, a szivárványhártya aranyszínű. Lábán hosszanti vízszintes csíkok húzódnak. Sem a mellső, sem a hátsó lábán nincs úszóhártya, ujjain nincsenek korongok.

## Életmódja
A petéket egyesével vagy kis csoportokban rakja le, és a vízfelszín alatti növényzethez rögzíti a mocsarakban, ideiglenes medencékben és elárasztott füves területeken. Az ebihalak hossza elérheti a 3 cm-t, és sötét aranybarna színűek, aranyszínű pöttyökkel borítva. Gyakran a víztestek alján maradnak, nincs pontos feljegyzés arról, hogy mennyi idő alatt fejlődnek békává. Tavasztól nyárig, esők után szaporodik.

## Természetvédelmi helyzete
A vörös lista a nem fenyegetett fajok között tartja nyilván. Több védett területen is megtalálható.